# Boosh Live

Промопостер

Boosh Live (также известен как Future Sailors Tour) — спектакль, написанный и поставленный Джулианом Бэррэттом и Ноэлем Филдингом, комик-группой, также известной как Майти Буш. Майкл Филдинг, Рич Фулчер и Дэйв Браун также участвовали в этом шоу. Тур со спектаклем по Великобритании проводился с сентября 2008 года по январь 2009 года.

## DVD
16 ноября 2009 года вышел DVD под названием «Boosh Live; Future Sailors Tour». На нём находилось полное шоу, записанное в Манчестере в декабре, комментарии к шоу, закулисные съёмки, а также некоторые клипы будущего документального фильма о создании спектакля — Journey of the Childmen, полная версия которого выйдет в 2010 году на DVD.